# Boogie czyli zemsta słodka jest
„Boogie czyli zemsta słodka jest” – singel Edyty Bartosiewicz z płyty Dziecko.

## Lista utworów
Opracowano na podstawie materiału źródłowego.
1. „Boogie czyli zemsta słodka jest” (muz., sł. E. Bartosiewicz) 2:56